# غيليس كاربينتير
غيليس كاربينتيّر (بالفرنسية: Gilles Carpentier)‏ هو ناشر وكاتب فرنسي، ولد في 14 يونيو 1950 في باريس في فرنسا، وتوفي في 16 سبتمبر 2016.